# Публий Рутилий Фабиан
Публий Рутилий Фабиан (на латински: Publius Rutilius Fabianus) e политик и сенатор на Римската империя през 2 век.
През 135 г. той е суфектконсул заедно с Гней Папирий Елиан Емилий Тускил. 